# Badminton Pan Am
Badminton Pan Am is de overkoepelende badmintonorganisatie van Amerika. Hiermee is het een van de vijf organisaties die samen onder Badminton World Federation vallen. De Pan Am badminton organisatie werd op 13 februari 1976 opgericht als de "Pan Amerikaanse Badminton Confederatie" op het hoofdkantoor van het Mexicaanse Olympische Committee. De landen Canada. Jamaica, Mexico, Peru en de USA waren betrokken bij de oprichting van deze overkoepelende organisatie. In november 2006 werd bij de algemene ledenvergadering in het Braziliaanse Curitiba besloten de naam te wijzigen van Pan Amerikaanse Badminton Confederatie naar "Badminton Pan Am". De huidige president van de organisatie is Gustavo Salazar en het huidige hoofdkwartier is gevestigd te Lima, Peru.

## Leden
Er zijn op dit moment 33 landen lid van Badminton Pan Am.
| - Argentinië - Aruba - Barbados - Bermuda - Brazilië - Canada - Kaaimaneilanden | - Chili - Colombia - Costa Rica - Cuba - Curaçao - Dominicaanse Republiek | - Ecuador - El Salvador - Falklandeilanden - Grenada - Guatemala - Guyana - Haiti | - Honduras - Jamaica - Mexico - Panama - Paraguay - Peru - Puerto Rico | - Saint Lucia - Suriname - Trinidad and Tobago - Verenigde Staten - Uruguay - Venezuela |

## Toernooien
Badminton Pan Am is de organisator van enkele Pan Amerikaanse badminton toernooien behorende tot het Pan Amerikaanse Badminton Circuit, zowel bij de junioren als volwassenen die behoren tot het internationale badminton circuit. Evenementen met een Future, International Series,  Challenge en World Grand Prix status die meetellen voor het behalen van punten voor de BWF wereld ranglijst badminton. Pan Am badminton is als organisator verantwoordelijk voor de organisatie van de volgende evenementen:
- Pan Amerikaanse Badminton Kampioenschappen
- Pan Amerikaanse Junior Badminton Kampioenschappen

Badminton maakt sedert 1992 deel uit van de Olympische Zomerspelen en sedert 1995 maakt badminton ook deel uit van de Pan-Amerikaanse Spelen.